# Clarity (Jimmy Eat World)
Clarity è il terzo album in studio dei Jimmy Eat World. Uscito nel 1999, è stato rimasterizzato e pubblicato per la seconda volta nel 2007, con alcune tracce aggiuntive.

## Tracce
1. Table for Glasses – 4:20
2. Lucky Denver Mint – 3:49
3. Your New Aesthetic – 2:40
4. Believe in What You Want – 3:08
5. A Sunday – 4:31
6. Crush – 3:11
7. 12.23.95 – 3:42
8. Ten – 3:48
9. Just Watch the Fireworks – 7:02
10. For Me This Is Heaven – 4:04
11. Blister – 3:29
12. Clarity – 4:02
13. Goodbye Sky Harbor – 16:11
14. Christmas Card (presente nell'edizione giapponese e nell'edizione 2007) – 2:48
15. Sweetness (studio demo) (presente nell'edizione 2007) – 3:39

## Formazione
- Jim Adkins - voce, chitarra, organo elettrico, piano, tastiere
- Rick Burch - basso
- Tom Linton - chitarra, cori, piano
- Zach Lind - batteria, vibrafono, percussioni, programmazione
- Suzie Katayama - arrangiamenti, violoncello (in Table for Glasses, A Sunday e Just Watch the Fireworks)
- Joel Derouin - violino (in A Sunday e Just Watch the Fireworks)
- Mark Trombino - arrangiamenti, programmazione (in Lucky Denver Mint, 12.23.95 e Goodbye Sky Harbor), organo elettrico (in 12.23.95), minimoog e percussioni (in Goodbye Sky Harbor)